# Minardi M195
Minardi M195 — гоночный автомобиль Формулы-1, разработанный командой Minardi и построенный для участия в чемпионате 1995 года.

## История
Болид M195 был разработан с чистого листа. Шасси получилось хорошим, но без хорошего двигателя команда была по-прежнему обречена на прозябание в последних рядах. В начале 1995 года перед Minardi блеснул луч надежды - в январе обанкротилась команда Lotus, и можно было получить оставшиеся свободными очень неплохие двигатели Mugen-Honda. Переговоры с японцами шли успешно, и конструктор Minardi Альдо Коста уже прикидывал, как выгоднее разместить новый мотор на шасси M195, когда в дело неожиданно вмешались Флавио Бриаторе и Том Уокиншоу, которые хотели заполучить Mugen Honda для купленной Бриаторе Ligier. Они обвинили Minardi в невозврате долгов и, пока шло разбирательство, переманил японскую фирму к себе. И хотя дело удалось замять, первая половина сезона оказалась безвозвратно потерянной. Не лучше пошло дело и дальше - с двигателями Ford ED V8, к которым пришлось вернуться, бело-зеленые автомобили были совершенно ни на что не способны.
В течение сезона призовые пилоты команды: Пьерлуиджи Мартини и Лука Бадоер классифицировались во втором десятке, обходя в квалификациях лишь Forti и Pacific - главных аутсайдеров сезона. В Монако и Великобритании Пьерлуиджи был в шаге от очковой зоны, однако только в последней гонке сезона Педро Лами, заменивший ушедшего "ветерана" Minardi, заработал долгожданное очко.

## Результаты гонок
| Легенда к таблице |                                                                    |
| --- | ------------------------------------------------------------------ |
| В таблице перечислены результаты всех Гран-при Формулы-1, в которых использовался автомобиль. Строками таблицы являются сезоны, столбцами — этапы чемпионата мира. В каждой клетке указаны сокращённое название этапа и результат, дополнительно обозначенный цветом. Расшифровка обозначений и цветов представлена в нижеследующей таблице. |                                                                    |
| \| Пример \| Описание \| \| ------------ \| ------------------------------------------------------------------ \| \| 1 \| Победитель \| \| 2 \| Второе место \| \| 3 \| Третье место \| \| 5 \| Финишировал, заработав очки \| \| Сход \| Не финишировал, но при этом заработал очки \| \| 12 \| Финишировал, не получив очков \| \| НКЛ \| Финишировал, но не попал в финальную классификацию \| \| 15 \| Участвовал вне зачёта, либо по отдельной классификации \| \| 18 \| Не финишировал, но попал в финальную классификацию \| \| Сход \| Не финишировал \| \| НКВ \| Не прошёл квалификацию \| \| НПКВ \| Не прошёл предквалификацию \| \| ДСК \| Дисквалифицирован \| \| ИСК \| Исключён из протокола соревнований \| \| ТТ \| Заявлен для участия только в тренировках \| \| НС \| Участвовал в квалификации, но не стартовал в гонке \| \| Т \| Травмирован или болен \| \| ОТК \| Отказ от участия \| \| НТР \| Прибыл на соревнования, но на трассу не выезжал \| \| НПР \| Был заявлен в числе участников, но не прибыл к началу соревнований \| \| О \| Соревнования отменены \| \| \| Не участвовал \| \| Поул-позиция \| \| \| Быстрый круг \| \| |                                                                    |
| Пример | Описание                                                           |
| 1 | Победитель                                                         |
| 2 | Второе место                                                       |
| 3 | Третье место                                                       |
| 5 | Финишировал, заработав очки                                        |
| Сход | Не финишировал, но при этом заработал очки                         |
| 12 | Финишировал, не получив очков                                      |
| НКЛ | Финишировал, но не попал в финальную классификацию                 |
| 15 | Участвовал вне зачёта, либо по отдельной классификации             |
| 18 | Не финишировал, но попал в финальную классификацию                 |
| Сход | Не финишировал                                                     |
| НКВ | Не прошёл квалификацию                                             |
| НПКВ | Не прошёл предквалификацию                                         |
| ДСК | Дисквалифицирован                                                  |
| ИСК | Исключён из протокола соревнований                                 |
| ТТ | Заявлен для участия только в тренировках                           |
| НС | Участвовал в квалификации, но не стартовал в гонке                 |
| Т | Травмирован или болен                                              |
| ОТК | Отказ от участия                                                   |
| НТР | Прибыл на соревнования, но на трассу не выезжал                    |
| НПР | Был заявлен в числе участников, но не прибыл к началу соревнований |
| О | Соревнования отменены                                              |
| | Не участвовал                                                      |
| Поул-позиция |                                                                    |
| Быстрый круг |                                                                    |

| Год  | Шасси | Двигатель                | Шины | Пилоты    | 1    | 2    | 3    | 4    | 5    | 6    | 7    | 8    | 9    | 10   | 11   | 12   | 13   | 14   | 15  | 16  | 17  | Место | Очки |
| ---- | ----- | ------------------------ | ---- | --------- | ---- | ---- | ---- | ---- | ---- | ---- | ---- | ---- | ---- | ---- | ---- | ---- | ---- | ---- | --- | --- | --- | ----- | ---- |
| 1995 | M195  | Ford Cosworth ED 3,0 V8  | G    |           | БРА  | АРГ  | САН  | ИСП  | МОН  | КАН  | ФРА  | ВЕЛ  | ГЕР  | ВЕН  | БЕЛ  | ИТА  | ПОР  | ЕВР  | ТИХ | ЯПО | АВС | 10    | 1    |
| 1995 | M195  | Ford Cosworth ED 3,0 V8  | G    | Мартини   | Сход | Сход | 12   | 14   | 7    | Сход | Сход | 7    | Сход |      |      |      |      |      |     |     |     | 10    | 1    |
| 1995 | M195  | Ford Cosworth ED 3,0 V8  | G    | Лами      |      |      |      |      |      |      |      |      |      | 9    | 10   | Сход | Сход | 9    | 13  | 11  | 6   | 10    | 1    |
| 1995 | M195  | Ford Cosworth ED 3,0 V8  | G    | Бадоер    | Сход | НС   | 14   | Сход | Сход | 8    | 13   | 10   | Сход | 8    | Сход | Сход | 14   | 11   | 15  | 9   | НС  | 10    | 1    |
| 1996 | M195B | Ford Cosworth ED1 3,0 V8 | G    |           | АВС  | БРА  | АРГ  | ЕВР  | САН  | МОН  | ИСП  | КАН  | ФРА  | ВЕЛ  | ГЕР  | ВЕН  | БЕЛ  | ИТА  | ПОР | ЯПО |     | НКЛ   | 0    |
| 1996 | M195B | Ford Cosworth ED1 3,0 V8 | G    | Лами      | Сход | 10   | Сход | 12   | 9    | Сход | Сход | Сход | 12   | Сход | 12   | Сход | 10   | Сход | 16  | 12  |     | НКЛ   | 0    |
| 1996 | M195B | Ford Cosworth ED1 3,0 V8 | G    | Физикелла | Сход |      |      | 13   | Сход | Сход | Сход | 8    | Сход | 11   |      |      |      |      |     |     |     | НКЛ   | 0    |
| 1996 | M195B | Ford Cosworth ED1 3,0 V8 | G    | Маркес    |      | Сход | Сход |      |      |      |      |      |      |      |      |      |      |      |     |     |     | НКЛ   | 0    |
| 1996 | M195B | Ford Cosworth ED1 3,0 V8 | G    | Лаваджи   |      |      |      |      |      |      |      |      |      |      | НКВ  | 10   | НКВ  | Сход | 15  | НКВ |     | НКЛ   | 0    |